# 岡本幸作
岡本 幸作（おかもと こうさく、1978年9月5日 - ）は日本の元俳優。東京都出身｡血液型はB型。

## 人物・経歴
20歳で大学を中退し、様々なアルバイトを経験後、22歳で芸能事務所に所属。2002年にイエローキャブに移籍した。2004年に当時イエローキャブの社長だった野田義治の辞任騒動時に事務所を退社しイエローハウスに移籍したが、同社はその後解散した。事務所を辞めたあとはキャバクラのスカウトマンを経てネットアイドルのウェブサイトやスカウト会社を運営した。
2021年から映像コンテンツ権利処理機構に連絡のとれない権利者として掲載されている。

## 主な出演

### テレビ
- いつもふたりで（2003年、フジテレビ）- 松本役
- 15-0（2003年、BS朝日）
- 新選組!（2004年、NHK）- 野口健司 役

### 舞台
- 花屋のある風景（2001年）
- 夏と夜と夢（2001年）
- 兄弟（2002年）
- EVERY SUNDAY（2002年）
- フィクション〜∞〜（2002年）

### 映画
- OKITE（2002年）
- 新・仁義の墓場（2003年）
- 海猿 ウミザル（2004年）- ユーイチ 役